# Kościół Świętej Gertrudy w Kownie
Kościół Świętej Gertrudy (lit. Šv. Gertrūdos bažnyčia) powstał prawdopodobnie w XV wieku i jest jednym z najstarszych kościołów na Litwie. 

## Historia
Kościół ten został w 1503 roku wyznaczony przez Aleksandra Jagiellończyka na kościół parafialny w Kownie. W połowie XVI wieku ukończono budowę dzwonnicy. Kościół został uszkodzony w 1655 podczas wojny polsko-rosyjskiej (1654-1667). Odbudowano go około 1680 roku. Około 1750 roku dobudowano do niego drewniany szpital. W 1782 roku kościół został opuszczony, jednak w latach 90. XVIII wieku wyremontowano go, zainstalowano organy i urządzono siedzibę mieszkalną dla proboszcza. Kościół został konsekrowany w 1794 roku.
W 1812 roku podczas pożaru miasta kościół także został uszkodzony. W 1824 roku szpital został opuszczony i przeniesiony do sióstr Caritas. Klasztor został zamknięty przez Rosjan w 1864 roku po Powstaniu Styczniowym. Budynek starego szpitala został zburzony w 1880 roku. W 1921 roku niedaleko został zbudowany nowy klasztor.

## Architektura
Nawa zbliżona jest do kwadratu (9,2 x 9,16 m) z wąskim prezbiterium i absydą. Północna część ściany jest pozbawiona okien.